# Commission générale des ordres
La Commission générale des ordres est une autorité prussienne basée à Berlin de 1810 à 1920.

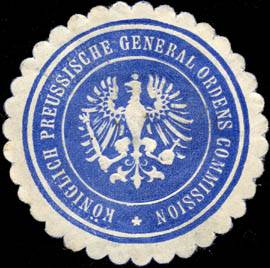
Marque de sceau

## Histoire et missions
La Commission générale des ordres est créée par un ordre du cabinet du 6 janvier 1810 par le roi prussien Frédéric-Guillaume III. Elle a pour tâche de se procurer et de gérer toutes les médailles et décorations prussiennes. De plus, elle doit tenir des listes complètes de l'acquisition, de la livraison et du retour des décorations. Elle veille au versement d'une solde honorifique liée à l'attribution d'une décoration. De même, elle est responsable de l'organisation de la fête annuelle de l'ordre, le 18 janvier.
C'est auprès d'elle que convergient toutes les demandes d'attribution d'ordres et de décorations, examinées au regard des dispositions légales et réglementaires. Après approbation par le roi, la commission fait rédiger les actes d'attribution ou les certificats de possession afin de les transmettre, avec la décoration, au bénéficiaire de la décoration.
La commission, composée d'un président et de plusieurs membres, relève directement du roi et a un pouvoir immédiat. Jusqu'en 1849, l'autorité est dirigée par le Cabinet civil secret et le Cabinet militaire. À partir de janvier 1850, le ministère d'État prussien (de) est responsable de l'organisation et de la gestion financière.
Après la fin de la Première Guerre mondiale et la fin de la monarchie qui en résulte, l'article 109, paragraphe 5 de la Constitution de Weimar du 11 août 1919 retire à la commission générale des ordres son domaine de responsabilité ou de compétence et conditionne sa dissolution le 1er avril 1920 . Un bureau de règlement du ministère d'État prussien poursuit les affaires de la commission qui, un an plus tard, transfére les stocks restants de décorations et d'ordres à l'arsenal de Berlin ou les fait fondre. Les métaux précieux et les diamants qui en résultent sont vendus au Trésor public.
Les dossiers de la commission générale des ordres sont conservés et se trouvent dans les Archives d'État secrètes du patrimoine culturel prussien (de) à Berlin.

## Présidents
| Grade                                  | Nom                                | Date                                 |
| -------------------------------------- | ---------------------------------- | ------------------------------------ |
| Generalleutnant                        | Friedrich Otto von Diericke (de)   | 10 janvier 1810 au 17 avril 1819     |
| Generalleutnant                        | Otto von Pirch                     | 18 avril 1819 au 26 mai 1824         |
| General der Kavallerie                 | Ludwig von Borstell                | 4 novembre 1840 au 9 mai 1844        |
| General der Infanterie                 | Hans von Luck                      | 23 mai 1844 au 7 septembre 1848      |
| Generalleutnant/General der Infanterie | Karl Friedrich von Selasinsky (de) | 15 janvier 1850 au 2 décembre 1852   |
| Generalleutnant                        | August von Stockhausen             | 30 décembre 1852 au 27 février 1855  |
| Generalleutnant                        | Wilhelm von Brühl (de)             | 1er mars 1855 au 29 avril 1862       |
| General der Infanterie                 | Eduard von Brauchitsch (de)        | 1er février 1868 au 29 novembre 1869 |
| General der Infanterie                 | Adolf von Bonin                    | 9 décembre 1869 au 16 avril 1872     |
| General der Infanterie                 | Leopold von Loën                   | 20 février 1873 au 13 mai 1879       |
| Generalleutnant/General der Infanterie | Bernhard von Kessel                | 13 mai 1879 au 7 juin 1882           |
| Generalleutnant/General der Infanterie | Eduard von Steinaecker (de)        | 20 juin 1882 au 14 avril 1884        |
| General der Kavallerie                 | Alfred von Rauch                   | 15 avril 1884 au 7 juillet 1894      |
| Generalleutnant/General der Kavallerie | Édouard de Salm-Horstmar           | 18 octobre 1894 au 9 septembre 1908  |
| Generalleutnant/General der Infanterie | Albano von Jacobi                  | 10 septembre 1908 au 5 novembre 1918 |
| Generalleutnant                        | Oskar von Chelius                  | 5 novembre 1918 au 8 décembre 1919   |